# Verrenbach
Der Verrenbach ist ein etwa zweieinhalb Kilometer langer Bach im Hohenlohekreis im nordöstlichen Baden-Württemberg, der nach zuletzt westlichem Lauf im Dorf Bitzfeld der Gemeinde Bretzfeld von rechts in die mittlere Brettach mündet.

## Geographie

### Verlauf
Der Verrenbach entsteht etwa einen Viertelkilometer südlich des Dorfrandes von Verrenberg auf etwa 255 m ü. NHN am unteren Waldrand des sich den Lindelberg bis zu einem von Windischenbach über den Sattel zwischen Golberg und Lindelberg herkommenden Wirtschaftsweg herabziehenden Lindelhölzles. Der anfangs als kahler Graben neben dem Weg nordwärts ziehende Bach führt an einer eingezäunten Wasserfassung rechts in einem Feld vorbei und knickt dann nur kurz nach rechts, um einen kürzeren Graben von der anderen Feldseite her aufzunehmen.
Anschließend läuft der Bach, anfangs weiterhin neben einem Feldweg, etwa nordnordwestwärts am Rande des Öhringer Dorfes Verrenberg vorbei. Nachdem ihn der Flurweg aus dem Dorf über eine Brücke gequert hat, liegen rechts und auch links Treibhäuser einer Gärtnerei am Lauf. In diesem Bereich laufen von rechts kurz nacheinander zwei Gräben zu, deren erster und sehr kurzer dort in den Brunnenwiesen am Ortsrand entsteht, während der über einen Kilometer lange am Südostfuß des Verrenbergs entspringt und durch das Tälchen zwischen diesem Höhenrücken und dem Golberg läuft, im Dorf selbst aber teilweise oder ganz verdolt ist.
Anschließend passiert der Verrenbach den links dem nordwestlichen Ortsrand gegenüberliegenden Sportplatz des Dorfes und wird anschließend unter dem Damm der Bahnstrecke Crailsheim–Heilbronn hindurchgeführt. Auf der anderen Seite wendet er sich rasch zwischen Feldern auf künftig westlichen Lauf. Dabei fließt ihm auf inzwischen noch etwa 217 m ü. NHN von Osten her sein zweiter großer Oberlauf zu, der am Nordfuß des Verrenbergs entspringt, nordwärts ebenfalls die Bahnlinie kreuzt und sich dann in der morphologisch wenig auffälligen Nonnenklinge auf Westsüdwestlauf entlang der L 1036 Öhringen–Bitzfeld kehrt. 
An den Ufern des Zuflusses steht zuletzt eine Baumreihe und auch an denen des gleich nach der Zumündung auf Bitzfelder Gemarkung übertretenden Verrenbachs setzt nun eine Begleitgalerie ein. Zwischen dieser schlängelt sich der Bach nun erstmals leicht und tritt bald, weiter von Wiesenstreifen eingefasst, in die Ortskontur von Bitzfeld ein. Erst etwa zweihundert Meter vor der Mündung reicht die Bebauung bis an den Bach heran, der nun die Öhringer Straße genannte Landesstraße unterquert und dann wenig unterhalb ihrer Flussbrücke auf etwa 202 m ü. NHN von rechts in die mittlere Brettach mündet. 
Der Verrenbach mündet nach 2,4 km langem Lauf mit mittlerem Sohlgefälle von etwa 22 ‰ rund 53 Höhenmeter unterhalb des Grabenbeginns unterhalb des Lindelbergs.

### Einzugsgebiet
Der Verrenbach hat ein etwa 3,4 km² großes Einzugsgebiet, dessen nördliche Lagen naturräumlich gesehen dem Unterraum Öhringer Ebene der Westlichen Hohenloher Ebene angehören, während die übrigens in der Brettachbucht liegen, alle zusammen gehören zur Hohenloher und Haller Ebene. Der Bach beginnt seinen Lauf in der Brettachbucht, verlässt sie am Mittellauf kurz und mündet dann in ihr.
Das Gebiet ist im Süden begrenzt durch den Bergrücken Lindelberg, wo auf der flachen Höhenkuppe nahe dem Wasserreservoir sein mit etwa 338 m ü. NHN höchster Punkt liegt, sowie im Südosten durch den bis zu 326,1 m ü. NHN hohen Bergrücken Golberg; in der Mitte ist es gegliedert durch den von Osten her auf den Ort gleichen Namens zulaufenden Verrenberg, der nurmehr eine Höhe von etwa 296 m ü. NHN erreicht. An Wald gibt es nur das Lindelhölzle am oberen Nordhang des Lindelbergs und einen sehr schmalen Gehölzstreifen, der sich etwas unter der Kuppe des Golbergs entlangzieht, insgesamt macht er sehr wenig des Gesamtgebietes aus. Am Südhang des Verrenbergs und am Nordhang des Golbergs erstrecken sich Weingärten, anderswo gibt es außer Äckern auch Obstwiesen und Wiesen. Ein inzwischen großer Teil des Einzugsgebietes ist überbaut, mit Siedlungsflächen von Bitzfeld im Westen, solchen von Verrenberg in der Mitte und Gewerbegebiet von Öhringen im Osten. Das mündungsnahe Siebtel des Einzugsgebietes um Bitzfeld gehört zur Bitzfelder Teilgemarkung der Gemeinde Bretzfeld, der Rest zur Stadt Öhringen, weit überwiegend liegt er in der Verrenberger Teilgemarkung.
Reihum grenzen die Einzugsgebiete der folgenden Nachbargewässer an:
- Im Norden fließt der nahe Hapbach in der Unterlaufrichtung des Verrenbachs und etwas abwärts von ihm ebenfalls in die Brettach;
- im Osten grenzt das Einzugsgebiet der Ohrn, dann ihres Zuflusses Pfedelbach an, die Ohrn fließt aufwärts der Brettach ebenfalls in den Kocher;
- im Südosten entwässert der Pfedelbach-Zufluss Windischenbach das angrenzende Gebiet;
- jenseits des Lindelbergs zieht im Süden der Lindelbach nunmehr oberhalb des Verrenbachs von rechts zur Brettach;
- im Südwesten zwängt sich das recht kleine Einzugsgebiet des näheren Brettach-Zuflusses Herrschichgraben dazwischen.

### Zuflüsse und Seen
Hierarchische Liste der Zuflüsse, jeweils von der Quelle zur Mündung. Gewässerlänge, Einzugsgebiet und Höhe nach den entsprechenden Layern auf der Onlinekarte der LUBW. Andere Quellen für die Angaben sind vermerkt.
Ursprung des Verrenbachs auf etwa 255 m ü. NHN am Nordfuß des Lindelbergs etwas 250 Meter südlich des Ortsrandes von Verrenberg.
- (Graben), von rechts und Osten auf etwa 235 m ü. NHN am Südwesteck der Besiedlung von Verrenberg, unter 0,2 km[LUBW 7] und unter 0,1 km². Entsteht auf etwa 248 m ü. NHN am Südende der Kernerstraße.
Im Mündungswinkel dieses Grabens zum Verrenbach liegt in einem Feld eine eingezäunte Wasserfassung.
- (Graben), von rechts und Osten auf etwa 223 m ü. NHN am Westende des Flurwegs an den Brunnenwiesen, 0,1 km[LUBW 7] und deutlich unter 0,1 km².
- (Zufluss von der Kelter), von rechts und Osten auf etwa 222 m ü. NHN bei einer Gärtnerei in den Brunnenwiesen am Westrand von Verrenberg, 1,3 km[LUBW 7] und ca. 0,5 km². Entsteht auf etwa 248 m ü. NHN am östlichen Südfuß des Verrenbergs. Lange Feldweggraben, im Dorf größtenteils oder ganz verdolt. Entwässert den größten Teil des Tals zwischen den Bergrücken Verrenberg im Norden und Golberg im Süden.
- (Bach durch die Nonnenklinge), von rechts und nach einem Linksbogen insgesamt Osten auf 216,8 m ü. NHN[LUBW 6] nach dem Ortsende von Verrenberg jenseits der Bahnstrecke Crailsheim–Heilbronn, 1,6 km und ca. 1,2 km². Entsteht auf etwa 251 m ü. NHN am Nordwestfuß des Verrenbergs.
Der Namensast des Verrenbachs ist bis zu diesem Zufluss erst 1,4 km lang, trägt aber ein ebenfalls ca. 1,6 km² großes Teileinzugsgebiet bei.
  - (Weggraben), von rechts und Osten auf etwa 239 m ü. NHN vor der Unterquerung der Bahnlinie, ca. 0,7 km[LUBW 7] und ca. 0,4 km². Beginnt auf etwa 258 m ü. NHN als unbeständig wasserführender Seitengraben eines Weges in natürlicher Mulde am Rande des Gewerbegebietes im Sichert und nimmt von links vom Nordfuß des Verrenbergs nacheinander drei unbeständig wasserführende Gräben von bis zu 0,4 km[LUBW 7] Länge auf.

Mündung des Verrenbachs von rechts und zuletzt Osten auf etwa 202 m ü. NHN in die mittlere Brettach in Bretzfeld-Bitzfeld nach der Flussbrücke der Heilbronner Straße (L 1036). Der Verrenbach ist auf dem Namenslauf 2,4 km, auf dem Strang mit seinem rechten Oberlauf durch die Nonnenklinge sogar 2,6 km lang und hat ein ca. 3,4 km² großes Einzugsgebiet.

## Geologie
Der größte Teil des Einzugsgebietes liegt im Gipskeuper (Grabfeld-Formation), der an den drei Bergrücken Verrenberg, Golberg und Lindelberg auch am Hang direkt ansteht; die letzten beiden größeren Höhenrücken tragen auf der Kuppe noch eine kleine Decke aus in der Schichtenfolge höherem Schilfsandstein (Stuttgart-Formation). Erst nach Aufnahme des langen rechten Oberlaufs und dem Übertritt auf die Bitzfelder Gemarkung hat sich die Talmulde dann bis in den Lettenkeuper (Erfurt-Formation) eingetieft. Abseits der drei Höhenrücken ist das Gebiet weithin mit viel jüngeren Schichten – Löss, Lösssedimenten und lösshaltigen Fließerden – aus quartärer Ablagerung bedeckt. Um die Wasserläufe liegen teils recht breite Bänder aus holozänem Schwemmland.
Es gibt zwei Geotope am Südrand des Einzugsgebietes, eine aufgelassene Mergelgrube an der Südwestspitze der Golberg-Hochfläche im Übergangsbereich zwischen dem höheren Gipskeuper und dem Schilfsandstein sowie einen ehemaligen Schilfsandsteinbruch an der oberen Hangkante des Lindelbergs, wo einst eine fünf Meter hohe Dank des dort in Flutfacies abgelagerten Schilfsandsteins abgebaut wurde.

## Natur und Schutzgebiete
Der Verrenbach zeigt heute einen gegenüber einem Messtischblatt aus der ersten Hälfte des 20. Jahrhunderts mehrfach veränderten Lauf. Damals floss er am Westrand von Verrenberg deutlich weniger gerade und erfuhr aus den Brunnenwiesen noch Zufluss aus mehr Seitengräben. Von der Bahnunterquerung bis zum Zufluss des Oberlaufs aus der Nonnenklinge fließt er heute regelmäßig eingekurvt und in Sohlschalen, von einem schmalen Röhrichtstreifen an beiden Ufern begleitet, während er sich früher schon dort recht natürlich schlängelte und nicht erst vor und nach dem Eintritt in die Bitzfelder Ortskontur. Dort hat er heute unter etwa meterhohem Ufer eine etwa zwei Meter breite Sohle mit sandigem Substrat, auf dem teils größere Steinbrocken liegen. Die Galerie besteht meist aus Schwarzerlen und Eschen und beschattet den Lauf völlig.
Die drei Höhenrücken im südöstliche Einzugsgebiet gehören zum Landschaftsschutzgebiet Brettach-und Heimbachtal mit angrenzenden Höhenzügen (Verrenberg, Golberg und Lindelberg). Den Lindelberg herab und bis an den Ortsrand von Verrenberg heran erstreckt sich das Wasserschutzgebiet Spatzenwiesen, Verrenberg, das die erwähnte Wasserfassung am Südrand von Verrenberg schützt.

### LUBW
Amtliche Online-Gewässerkarte mit passendem Ausschnitt und den hier benutzten Layern: Lauf und Einzugsgebiet des Verrenbachs

Allgemeiner Einstieg ohne Voreinstellungen und Layer: Daten- und Kartendienst der Landesanstalt für Umwelt Baden-Württemberg (LUBW) (Hinweise)
1. 1 2 3 4 5 6  Höhe nach dem Höhenlinienbild auf dem Hintergrundlayer Topographische Karte.
2. ↑  Höhe nach schwarzer Beschriftung auf dem Hintergrundlayer Topographische Karte.
3. ↑  Höhe nach blauer Beschriftung auf dem Hintergrundlayer Topographische Karte.
4. 1 2 3  Länge nach dem Layer Gewässernetz (AWGN).
5. 1 2 3  Einzugsgebiet abgemessen auf dem Hintergrundlayer Topographische Karte.
6. 1 2  Höhe nach grauer Beschriftung auf dem Hintergrundlayer Topographische Karte.
7. 1 2 3 4 5  Länge abgemessen auf dem Hintergrundlayer Topographische Karte.
8. ↑  Geotope nach dem einschlägigen Layer.
9. ↑  Natur teilweise nach dem Layer Geschützte Biotope.
10. ↑  Schutzgebiete nach den einschlägigen Layern.

### Andere Belege
1. ↑  Wolf-Dieter Sick: Geographische Landesaufnahme: Die naturräumlichen Einheiten auf Blatt 162 Rothenburg o. d. Tauber. Bundesanstalt für Landeskunde, Bad Godesberg 1962. → Online-Karte (PDF; 4,7 MB)
2. ↑  Geologie nach den Layern zu Geologische Karte 1:50.000 auf: Mapserver des Landesamtes für Geologie, Rohstoffe und Bergbau (LGRB) (Hinweise). Ein ähnliches Bild bietet die geologische Karte des Naturparks Schwäbisch-Fränkischer Wald 1:50.000, herausgegeben vom Landesamt für Geologie, Rohstoffe und Bergbau Baden-Württemberg, Freiburg i. Br. 2001.
3. ↑  Alter Verlauf nach:
  - Meßtischblatt 6822 Willsbach von 1932 in der Deutschen Fotothek